# Christian Gaudin (homme politique)
Pour les articles homonymes, voir Christian Gaudin.
Christian Gaudin, né le 13 janvier 1950 à Saint-Crespin-sur-Moine, est un enseignant universitaire et homme politique français.

## Biographie
Christian Gaudin commence sa carrière à l'âge de 20 en tant que simple ouvrier avant de devenir enseignant-chercheur, sénateur et préfet des Terres australes et antarctiques françaises. En 1977, il obtient un DUT en Génie électrique, option Automatique de l’Université d’Angers. En quelques années, il a su gravir les plus hauts échelons avant de devenir enseignant du supérieur puis élu sénateur de Maine-et-Loire le 23 septembre 2001. Membre de l'UDF, il quitte le MoDem le 19 mai 2008 et rejoint ensuite le Nouveau Centre. Nommé préfet en octobre 2010, il quitte son siège parlementaire qui revient à Catherine Deroche. Le 17 mai 2019, il est élu membre titulaire de la seconde section de l'Académie des Sciences d'Outre-Mer.[source insuffisante]

## Détail des mandats
- Préfet, Administrateur supérieur des Terres australes et antarctiques françaises du 6 octobre 2010 au 1er mars 2012[2]

## Distinctions
- 2022 :  Chevalier de la Légion d'honneur[3]